# Michelle Finn-Burrell
Michelle Finn-Burrell, född den 8 maj 1965 i Orlando, är en amerikansk före detta friidrottare som tävlade i kortdistanslöpning. Hon är gift med friidrottaren Leroy Burrell.
Finn-Burrell deltog vid Olympiska sommarspelen 1992 där hon slutade sjua på 200 meter. Hon ingick i det amerikanska stafettlaget som vann guld på 4 x 100 meter.
Vid VM 1993 var hon i semifinal på både 100 och 200 meter, men tog sig inte vidare till finalen. Hon ingick i stafettlaget som blev silvermedaljörer på 4 x 100 meter efter Ryssland.
Hon har vidare två gånger varit i final på 60 meter vid inomhus världsmästerskap och som bäst slutat på femte plats, vilket hon gjorde 1987.

## Personliga rekord
- 60 meter - 7,07 från 1992
- 100 meter - 11,16 från 1993
- 200 meter - 23,24 från 1993